# Ischnopteris multistrigata
Ischnopteris multistrigata är en fjärilsart som beskrevs av W. Warren 1909. Ischnopteris multistrigata ingår i släktet Ischnopteris och familjen mätare. Inga underarter finns listade i Catalogue of Life.